# Marie Antoinette Petersén
Maria Antonia "Marie Antoinette" Petersén, född Crux i Tyskland 1771, död 1855, var en svensk musiker och sångare, ledamot av Musikaliska Akademien. 
Marie Antoinette Petersén föddes i Tyskland, möjligen i Mannheim. Hon gifte sig 1795 med den svenska miniatyrmålaren Jacob Axel Gillberg, och följde med honom till Sverige, där hon bosatte sig i Göteborg. Maken övergav henne efter ett och ett halvt år, och hon fick sedan försörja sig, sin dotter och en äldre kvinnlig släkting. Hon höll då en pension och var aktiv som konsertmusiker: hon uppträdde bland annat inför Gustav IV Adolf under hans besök i Göteborg både 1801 och 1802. 
Hon var välutbildad och talade och skrev franska, tyska, italienska, engelska och svenska, tecknade, spelade pianoforte och violin och "eger alla fruntimmers-talanger till fullkomlighet, äfven den att dansa". Marie Antoinette Petersén tog ut skilsmässa från Gillberg 1802 och gifte om sig med den förmögne grosshandlaren Johan Andreas Petersén, även han ledamot av Musikaliska Akademien. 
År 1801 invaldes hon i Musikaliska Akademien.  